# Embeesea Kit Cars

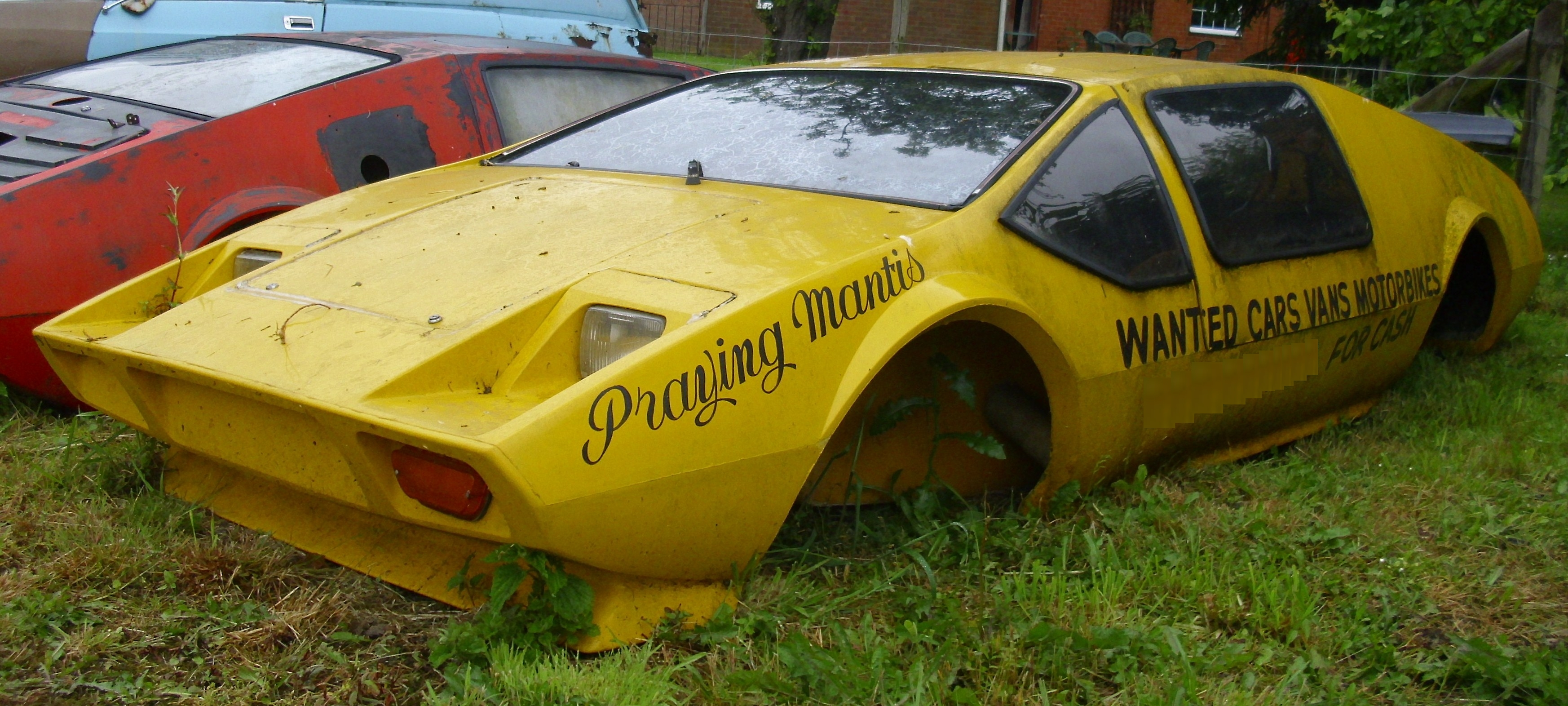
Die Karosserie eines Embeesea Charger …

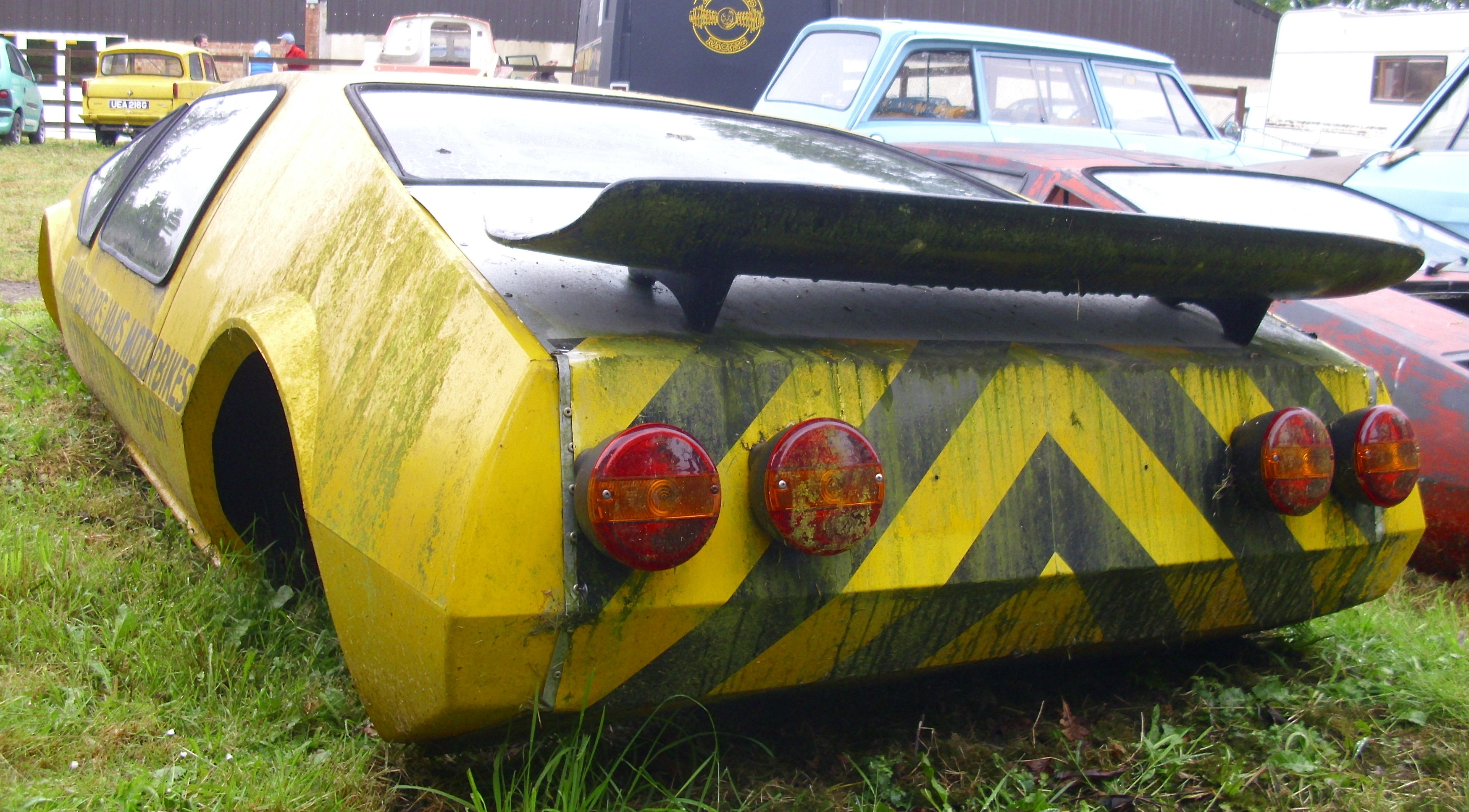
… sowie in der Heckansicht.

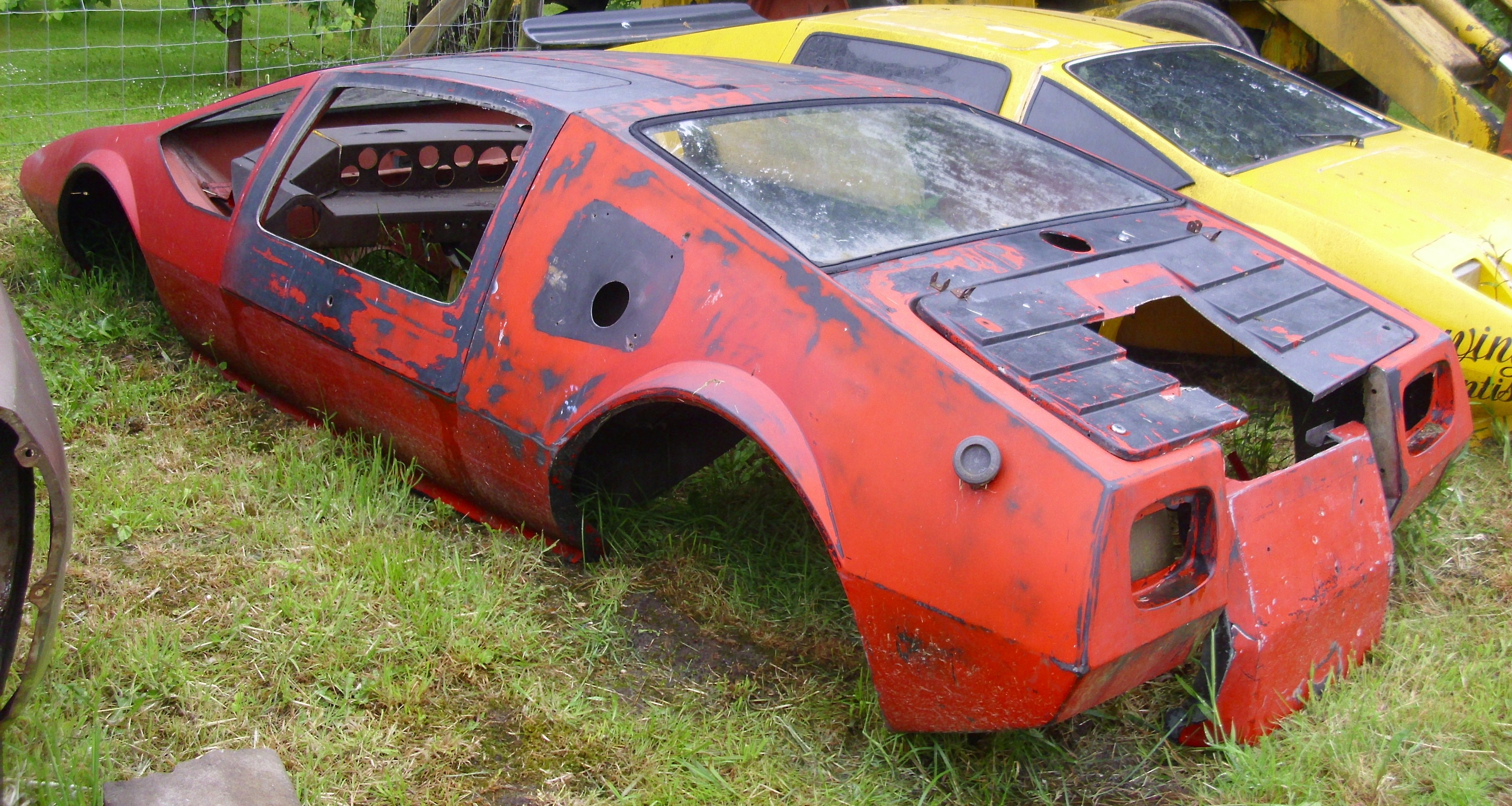
Ein anderer Embeesea Charger mit abweichender Heckgestaltung.

Embeesea Kit Cars war ein britischer Hersteller von Automobilen.

## Unternehmensgeschichte
Mike Carlton, der zuvor bei der Siva Motor Car Company tätig war, gründete 1975 das Unternehmen in High Wycombe in der Grafschaft Buckinghamshire. Er begann mit der Produktion von Automobilen und Kits. Der Markenname lautete Embeesea. 1983 wurde das Unternehmen aufgelöst.
M.B.C. Kit Cars unter Leitung von Mike Carlton und Peter Dance für ein Jahr sowie DJ Sportscars International Limited für zwei Jahre setzten die Produktion fort und behielten den Markennamen bei. Insgesamt entstanden etwa 535 Exemplare. Danach versuchten von 1986 bis 1987 M.D.B. Sportscars aus Tredegar unter dem Markennamen MDB sowie 1987 Viking Sportscars aus Ferndale unter dem Markennamen Viking, die Produktion fortzusetzen, stellten aber nur Einzelstücke her.

## Fahrzeuge

### Chepeko
Dieses Modell ähnelte dem Siva Saluki. Das ungekürzte Fahrgestell vom VW Käfer bildete die Basis. Darauf wurde eine Coupé-Karosserie mit Flügeltüren montiert. Bis 1977 entstanden etwa 20 Exemplare.

### Charger
Diese Weiterentwicklung des Chepeko erschien 1977 und blieb bis 1986 im Sortiment. Mit etwa 420 Exemplaren war es das erfolgreichste Modell. Die Nachfolgemodelle MDB Saratoga von MDB und Viking Dragon Fire von Viking blieben Einzelstücke.

### Eurocco
Dieses Modell war von 1981 bis 1982 im Angebot. Auch hier bildete das Fahrgestell vom VW Käfer die Basis. Allerdings konnte statt des Vierzylinder-Boxermotors des Käfers auch ein Motor von Alfa Romeo verwendet werden. Das Stufenheck-Coupé bot Platz für 2 + 2 Personen. Insgesamt entstanden etwa fünf Exemplare. Roy Coates von S & R Sports Cars aus Barnsley übernahm 1982 das Projekt, entwickelte es weiter und vermarktete zwischen 1985 und 1986 einige Fahrzeuge als SR.

### Charger 2
Diese Version des Charger mit 2 + 2 Sitzen gab es zwischen 1982 und 1986. Auch dieses Modell war mit etwa 90 verkauften Exemplaren ein Erfolg. Einzelstücke blieben die Nachfolgemodelle MDB Saturn von MDB und Viking Dragon Fly von Viking.